# Bocydium mae
Bocydium mae (лат.) — вид горбаток рода Bocydium из подсемейства Stegaspidinae (Membracidae).

## Распространение
Неотропика: Коста-Рика.

## Описание
Мелкие равнокрылые насекомые (около 5 мм) с большим разветвлённым спинным отростком на груди. От близких видов отличается следующими признаками: боковое шаровидное вздутие (луковица) переднеспинки сферическое; всего вздутий 4; центральная ножка вздутий на переднеспинке высокая и тонкая, верхушка дорсальной части не расширена в форму луковицы, образующую широко открытую букву V на виде спереди; передняя и боковая луковицы эллипсовидные на виде сверху, сферические спереди и сбоку; длина боковых шипов примерно в 0,5 раза больше диаметра боковых луковиц.